# Rainer K. Silbereisen
Rainer K. Silbereisen (* 24. August 1944 in Freudenstadt) ist ein deutscher Psychologe und seit 2012 emeritierter Hochschullehrer an der Friedrich-Schiller-Universität Jena.

## Leben und Wirken
Silbereisen studierte Psychologie an der TU Berlin, wo er 1972 sein Diplom machte. 1975 wurde er von der TU Berlin in Psychologie zum Dr. phil. promoviert. Zwei Jahre später wurde er Professor für Pädagogische Psychologie an der TU Berlin. 1986 wechselte er auf einen Lehrstuhl für Entwicklungspsychologie an die Universität Gießen. Von 1992 bis 1994 war er Professor of Human Development and Family Studies, Pennsylvania State University. Ab 1994 hatte Silbereisen den ordentlichen Lehrstuhl für Entwicklungspsychologie an der Uni Jena inne. Von 2000 bis 2002 war er Vorsitzender der Deutschen Gesellschaft für Psychologie, von 2008 bis 2012 Präsident der International Union of Psychological Science. 2012 wurde er emeritiert. Seit 2013 ist er Forschungsprofessor am Center for Applied Developmental Science der Universität Jena. 
Silbereisens Forschungsschwerpunkte liegen vor allem in der Entwicklungspsychologie. Dort konzentriert er sich besonders auf die Adoleszenz- und das Erwachsenenentwicklung, den dynamischen Interaktionismus, sowie Immigration und Akkulturation. Silbereisen ist Mitherausgeber von mehr als 30 Monographien und Autor von mehr als 350 wissenschaftlichen Veröffentlichungen. Für seine wissenschaftlichen Leistungen wurde ihm 2010 der Franz-Emanuel-Weinert-Preis der Deutschen Gesellschaft für Psychologie verliehen.
1991 wurde er zum Mitglied der Academia Europaea gewählt.